# Sân bay Bumba
Sân bay Bumba (IATA: BMB, ICAO: FZFU) là một sân bay ở Bumba, Cộng hòa Dân chủ Congo.

## Hãng hàng không và điểm đến
| Hãng hàng không                | Các điểm đến      |
| ------------------------------ | ----------------- |
| Compagnie Africaine d'Aviation | Kisangani, Lisala |